# あしたは晴れますように
『あしたは晴れますように』（あしたははれますように）は、中村中の3枚目のアルバム。

## 概要
2009年2月25日に発売。CDとCD+DVDの2形態が同時リリース。「風立ちぬ」「事勿れ主義」の2枚のシングル曲を含む全12曲が収録。
アルバムのテーマは『旅立ち』。『旅立ち』＝『新しいステップ』である。本作からシングルのC/W曲を収録していない。これは、「一曲でも多くの曲を聴いてもらいたい」という本人の意向である。

## 収録曲
1. ちぎれ雲
2. 台風警報
この2曲はトラックは分かれているが、曲自体は繋がっている。
3. さよならは言わないで
4. 働き者
5. 命日
友人の命日に書き上げられたもの。
ピアノアレンジは本人のものである。
6. 風立ちぬ
  - 全国松竹系公開映画『ゲゲゲの鬼太郎 千年呪い歌』主題歌

「命日」は見送る側、「風立ちぬ」は見送られる側となり、アンサーソングの位置づけとなっている。
7. トランクソング
8. 林檎の皮剥き
9. 事勿れ主義
10. チューインガム
AAAに楽曲提供した曲のセルフカバー。
コーラスにはAAAのリーダー浦田直也が参加している。
11. 「側にいる事。」
12. こだま

## DVD解説
1. 風立ちぬ (Music Clip)
2. 事勿れ主義 (Music Clip)
3. 特典映像「ぶたウラ」
「風立ちぬ」「事勿れ主義」のMVやジャケット撮影などのメイキング映像を本人のインタビュー式で収録。

## 収録内容

### Disc 1 / CD
| 全作詞・作曲: 中村中。 |                          |           |            |                |      |
| #                      | タイトル                 | 作詞      | 作曲・編曲 | 編曲           | 時間 |
| 1.                     | 「ちぎれ雲」             | 中村中    | 中村中     | 根岸孝旨       | 2:51 |
| 2.                     | 「台風警報」             | 中村中    | 中村中     | 根岸孝旨       | 4:57 |
| 3.                     | 「さよならは言わないで」 | 中村中    | 中村中     | 根岸孝旨       | 4:34 |
| 4.                     | 「働き者」               | 中村中    | 中村中     | 根岸孝旨       | 4:24 |
| 5.                     | 「命日」                 | 中村中    | 中村中     | 中村中         | 4:14 |
| 6.                     | 「風立ちぬ」             | 中村中    | 中村中     | 小西貴雄       | 4:31 |
| 7.                     | 「トランクソング」       | 中村中    | 中村中     | 浦清英         | 3:37 |
| 8.                     | 「リンゴの皮剥き」       | 中村中    | 中村中     | 浦清英、中村中 | 3:35 |
| 9.                     | 「事勿れ主義」           | 中村中    | 中村中     | 亀田誠治       | 3:53 |
| 10.                    | 「チューインガム」       | 中村中    | 中村中     | 亀田誠治       | 4:54 |
| 11.                    | 「「側にいる事。」」     | 中村中    | 中村中     | 宗本康兵       | 5:09 |
| 12.                    | 「こだま」               | 中村中    | 中村中     | 松任谷正隆     | 6:58 |
| 合計時間:              | 合計時間:                | 合計時間: | 53:37      |                |      |

### Disc 2 / DVD
| #  | タイトル                    | 作詞 | 作曲・編曲 | ディレクター |
| -- | --------------------------- | ---- | ---------- | ------------ |
| 1. | 「風立ちぬ (Music Clip)」   |      |            | 川村ケンスケ |
| 2. | 「事勿れ主義 (Music Clip)」 |      |            | A.T.         |
| 3. | 「特典映像「ぶたウラ」」    |      |            |              |